# Cyril Collard
Cyril Collard (Párizs, 1957. december 19. – Párizs, 1993. március 5.) César-díjas francia zeneszerző, író, rendező és színész.

## Élete
Collard Párizsban született. Apja a híres francia mérnök és a francia Nemzeti Olimpiai és Sport Bizottság alapítója és elnöke, Claude Collard volt. 1977-ben a Lilleben található Mérnöki Egyetem hallgatója lett, de 1980-ban otthagyta az iskolát, hogy filmezéssel és írással foglalkozzon. A 80-as években több regényt és cikket írt, zenei videókban, rövidfilmekben, televíziós sorozatban is dolgozott. Létrehozta a CYR nevű zenekart és René-Marc Bini zeneszerző karrierjének kezdetén is segédkezett. Collard nyíltan vállalta biszexualitását. AIDS vírust diagnosztizáltak nála. Karrierjében az áttörést, a Vad éjszakák című, félig önéletrajzi ihletésű könyv, majd film jelentette. Az első és egyben utolsó nagyjátékfilmje, az 1992-es, Vad éjszakák című film, Collardhoz hasonlóan egy AIDS-es, biszexuális férfiről szól. Collard zenészként is ismeretségre tett szert, a Vad éjszakák filmzenéjében 16 zeneszámból 8 szám a saját szerzeménye volt. A film több díjat is nyert, köztük két César-díjat. Collard elnyerte a legjobb elsőfilmes rendezőnek járó César-díjat, de nem tudta már átvenni, mert a díjátadó előtt 3 nappal meghalt Párizsban, egyes források szerint Versailles-ban. Halálát HIV-vírus okozta, mindössze 35 évet élt.

## Könyvei
- L'Animal (1984)
- Condamné amour (1987)
- Les Nuits fauves (1989) (Magyarországon "Vad éjszakák" címen jelent meg 1989-ben és 1995-ben)
- L'Ange sauvage (1993)

### Magyarul
- Vad éjszakák; ford. Bánföldi Tibor; Kozmopolisz, Bp., 1995 (Narancs könyvek)

## Filmográfia
| Év   | Cím                             | Feladatkör | Feladatkör | Feladatkör | Megjegyzések                                                                                   |
| Év   | Cím                             | Rendező    | Író        | Színész    | Megjegyzések                                                                                   |
| ---- | ------------------------------- | ---------- | ---------- | ---------- | ---------------------------------------------------------------------------------------------- |
| 1981 | L’Heure exquise                 | Nem        | Nem        | Igen       |                                                                                                |
| 1982 | Grand huit                      | Igen       | Igen       | Nem        | rövidfilm                                                                                      |
| 1983 | Szerelmeinkre (À nos amours)    | Nem        | Nem        | Igen       |                                                                                                |
| 1986 | Alger la blanche                | Igen       | Igen       | Nem        | - filmproducer - Jelölés – César-díj a legjobb rövidfilmnek (1987)                             |
| 1986 | Mariage blanc                   | Nem        | Nem        | Igen       | tévéfilm                                                                                       |
| 1986 | Le Petit Docteur                | Nem        | Nem        | Igen       | televíziós sorozat (1 epizód)                                                                  |
| 1987 | Coté Nuit                       | Nem        | Nem        | Igen       | rövidfilm                                                                                      |
| 1988 | Les Raboteurs                   | Igen       | Igen       | Nem        |                                                                                                |
| 1990 | Le Lyonnais                     | Igen       | Igen       | Nem        | televíziós sorozat (1 epizód)                                                                  |
| 1992 | Vad éjszakák (Les nuits fauves) | Igen       | Igen       | Igen       | - önéletrajzi ihletésű regényének filmváltozata - utolsó filmje - magyar hangja: Széles László |
| 1995 | Raï                             | Nem        | Társíró    | Nem        |                                                                                                |

## Fordítás
- Ez a szócikk részben vagy egészben  a   Cyril Collard című francia Wikipédia-szócikk fordításán alapul.  Az eredeti cikk szerkesztőit annak laptörténete sorolja fel. Ez a jelzés csupán a megfogalmazás eredetét és a szerzői jogokat jelzi, nem szolgál a cikkben szereplő információk forrásmegjelöléseként.
- Ez a szócikk részben vagy egészben  a   Cyril Collard című angol Wikipédia-szócikk fordításán alapul.  Az eredeti cikk szerkesztőit annak laptörténete sorolja fel. Ez a jelzés csupán a megfogalmazás eredetét és a szerzői jogokat jelzi, nem szolgál a cikkben szereplő információk forrásmegjelöléseként.